# 科列伊茲
44°26′6″N 34°05′38″E / 44.43500°N 34.09389°E

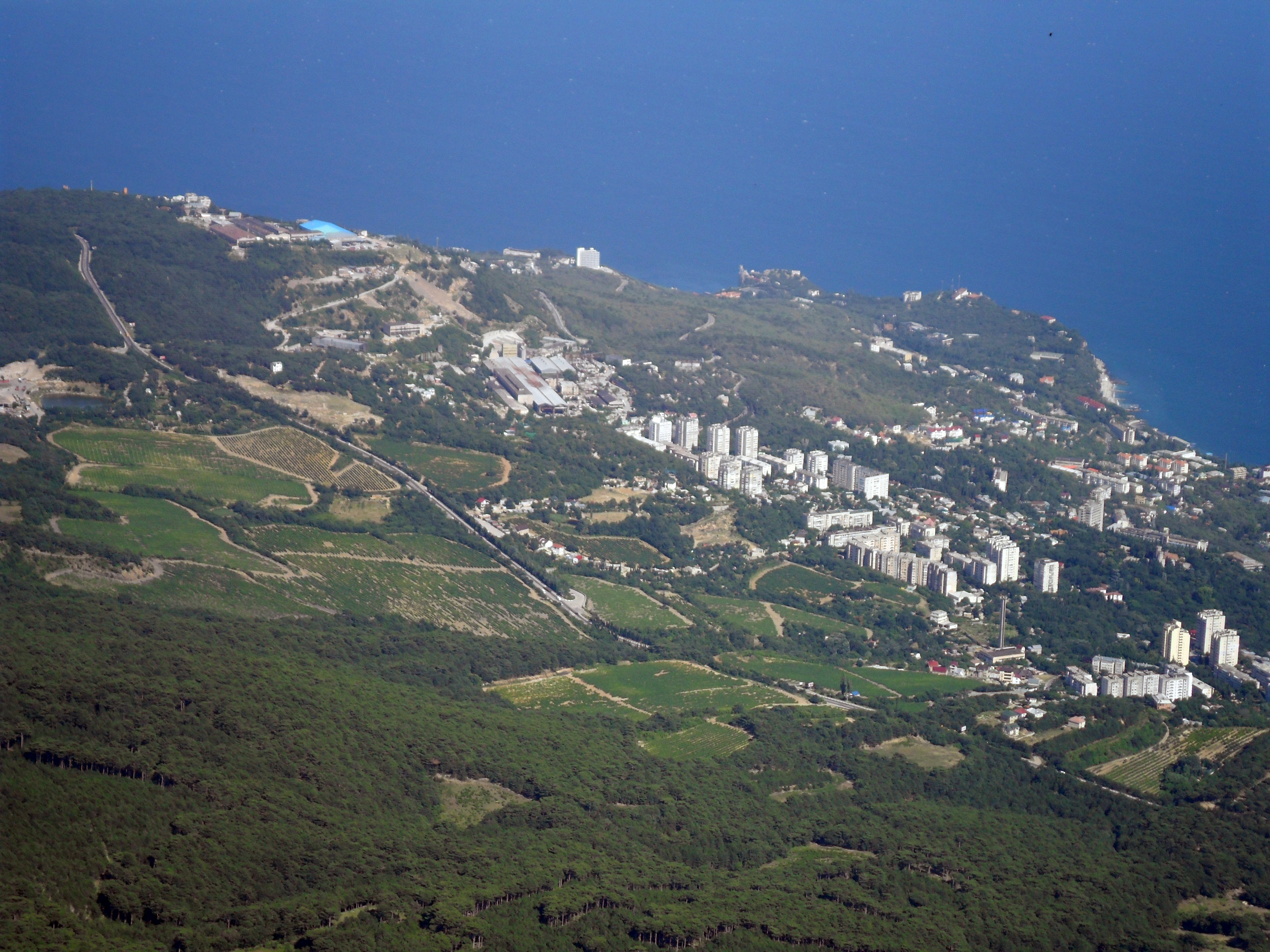
远眺

科列伊茲（俄语：Кореиз），法理上是乌克兰克里米亚自治共和国南部雅尔塔区的市級鎮，但事实上是俄罗斯克里米亞共和國雅尔塔市议会下辖的市级镇。該鎮距離辛菲羅波爾95公里，面積12.03平方公里，海拔高度154米，2011年人口6,294，人口密度每平方公里523人。

## 外部連結
- Историческая информация о селе Корез （页面存档备份，存于） （俄文）